# NGC 1405
NGC 1405 је лентикуларна галаксија у сазвежђу Еридан која се налази на NGC листи објеката дубоког неба.
Деклинација објекта је - 15° 31' 51" а ректасцензија 3h 40m 19,0s. Привидна величина (магнитуда) објекта NGC 1405 износи 14,1 а фотографска магнитуда 15,1. NGC 1405 је још познат и под ознакама MCG -3-10-28, PGC 13512.